# Универсальный человек

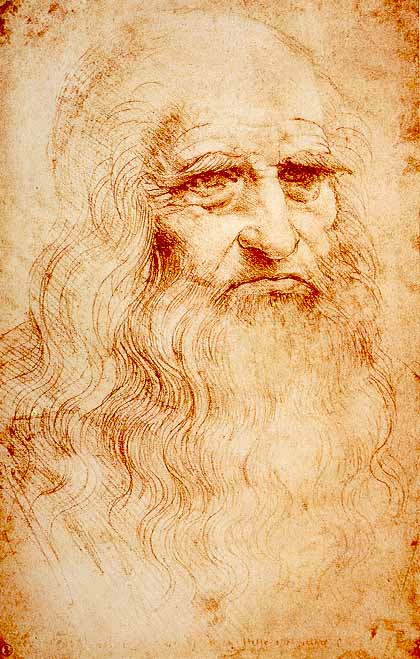
Леонардо да Винчи считается истинным «человеком эпохи Возрождения» и является одним из самых узнаваемых полиматов

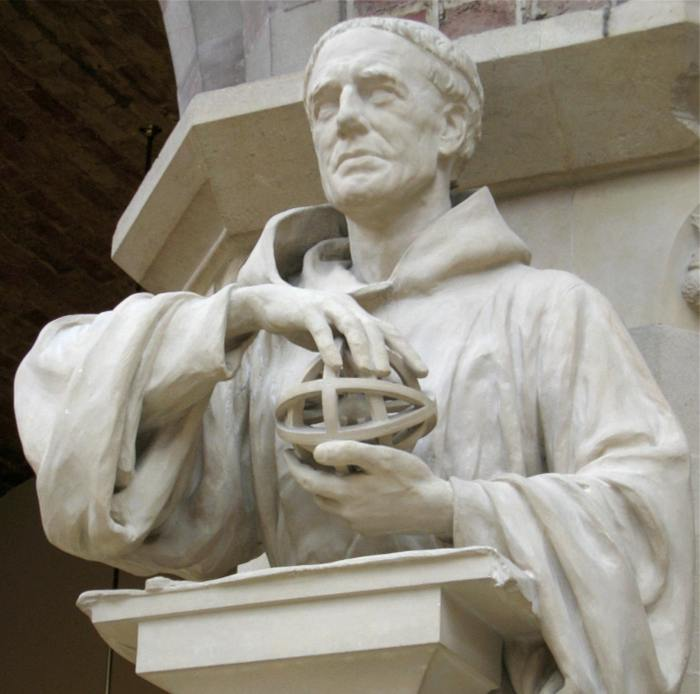
Роджер Бэкон (1214—1294) — знаменитый францисканский монах и полимат

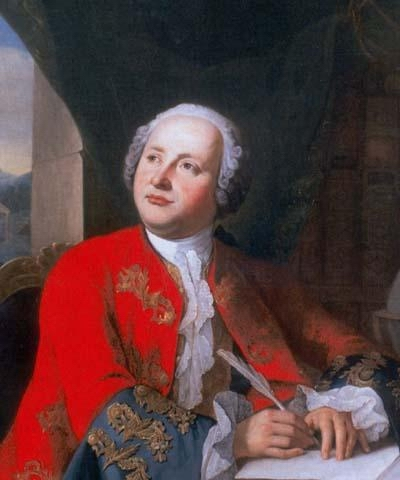
В России ярким энциклопедистом был Михаил Ломоносов, чья деятельность коснулась многих направлений естествознания и гуманитарных наук, изобразительного искусства и литературного творчества — выразилась убедительными практическими результатами

Универса́льный челове́к (лат. homo universalis), энциклопеди́ст, полима́т (греч. πολυμαθής — от πολυ — «много» и μαθής — «занятия»), полистор (греч. πολυΐστωρ «хорошо образованный»), челове́к эпо́хи Возрожде́ния (англ. Renaissance man) — тот, чьи интеллектуальные способности, интересы и деятельность не ограничены одной областью знаний и единственной областью их применения, а также индивид, добивающийся ощутимых практических результатов по всем направлениям.
Этот универсализм в самых ярких своих проявлениях подразумевает плодотворное сочетание разных или сразу нескольких гуманитарных и естественных наук или их направлений, — убедительные результаты в тех или иных точных науках, вместе с вкладом в философию, изобразительное искусство, архитектуру, беллетристику, поэзию, медицину и многие другие направления научного, художественного и сочинительского творчества.
Формально говоря, понятия «универсальный человек» (лат. homo universalis), «энциклопедист» могут относиться к кому-либо, кто «много знает» (трактовка из словаря Владимира Даля). Такой характеристике в современном понимании соответствует термин «эрудит».
Многие античные и средневековые учёные были полиматами в современном понимании феномена.

## Возникновение понятия
В Западной Европе первой работой, использующей понятие полиматия, была «De Polymathia tractatio: integri operis de studiis veterum», опубликованная в 1603 году её автором немецким учёным Иоганном фон Воверном. Воверн определяет полиматию как «знание разнообразных вещей, взятых из каждого рода ученых занятий и простирающихся очень широко». Полимат описывается у него как человек, «перемещающийся свободно и неограниченно по всем полям наук». Воверн перечислил эрудицию, литературу, филологию, филоматию и энциклопедичность как синонимы.
Идея полиматии воплощает в себе один из главных догматов ренессансного гуманизма: люди не имеют ограничений в их способности саморазвиваться, поэтому людям стоит принимать все знания и развивать свои способности настолько, насколько это в принципе возможно. Это вкладывалось в понятие «человек эпохи Возрождения», которое часто применялось к одарённым людям той эпохи, стремившимся развиваться во всех сферах, в которых они могли достичь успеха: интеллектуальной, артистической, общественной, материальной и духовной, а также в политике.

## История изучения
В книге «Полимат» (2018) британец Вакас Ахмед доказывает тезис, что полиматы, универсальные личности, были самыми влиятельными людьми в истории человечества. Он потратил 5 лет и 10 000 часов на исторические исследования, чтобы найти доказательства своей гипотезы. Согласно Вакасу Ахмеду, «полиматия» — это состояние бытия, состояние нашей максимальной самореализации. Он убеждён в том, что каких бы успехов вы ни достигли в одной конкретной области, это не приведёт вас к подлинной самореализации, к раскрытию своего глубинного потенциала. Все мы изначально рождаемся полиматами, многогранными личностями, однако, оказываясь под давлением общества, настаивающего на получении одной специализации, мы закрываем себе возможность обрести холистическое, целостное мышление.
Американский психолог Бернис Эйдусон, провёл большое исследование, в котором выяснил, что больше половины лауреатов Нобелевской премии в области науки увлекались, по крайней мере, одним видом искусства. При этом почти у всех было хобби — от шахмат до энтомологии. Четверть были музыкантами. 18 % рисовали. В 25 раз чаще, чем другие учёные, нобелевские лауреаты занимались пением, актёрским мастерством или танцами, в 17 раз чаще практиковали визуальное искусство и в 12 раз чаще писали поэзию или прозу. Постоянное переключение между разными практиками помогает увидеть в своей работе то, чего не замечают другие.
Анжела Котелесса в диссертации «В погоне за полиматами: понимание личностей эпохи Возрождения 21 века» дает наиболее полный список дескрипторов «полимата»: 
- Renaissance men (and women) – мужчины (и женщины) эпохи Возрождения;
- polyhistors – полиисторы;
- people high in openness to experience – люди с высокой степенью открытости опыту;
- individuals with high intrapersonal diversity – люди с высоким внутриличностным разнообразием;
- intellectuals with diverse domains of knowledge – интеллектуалы с различными областями знания;
- multi-disciplinary scholars – мультидисциплинарные знатоки;
- multi-potentialites – мультипотенциалы;
- being a generalist rather than a specialist – быть больше универсалом, чем специалистом;
- «jacks of all trades» – «мастер на все руки»;
- orthogonal thinkers – ортогональные мыслители;
- protean men or women – мужчины-протеи или женщины-протеи;
- Homo Universalis (universal person) – Хомо Универсалис (универсальный человек);
- people with multi-creative potential – люди с мультитворческим потенциалом;
- being an integrative thinker – быть интегративным мыслителем[5].

## Смежные понятия
В психологии и образовании есть близкий «полимату» термин «мультипотенциал». Впервые определение человеку-мультипотенциалу дали профессора педагогики Рональд Фредриксон и Джон Ротни в своей книге 1972 года «Как выявить мультипотенциалов среди молодёжи и помочь им реализоваться»: «мультипотенциал — человек, который в условиях благоприятной среды может по своему выбору развить до высокого уровня столько компетенций, сколько захочет». Проще говоря, это кто-то, кто в силу интереса, возможностей и способностей значительно развивается в более, чем одной сфере, и потенциально может сделать из этого несколько разных успешных карьер. Или не сделать — что тоже нормально.
Карьерный коуч и автор книги «Мультипотенциалы. Руководство для тех, кто уже вырос, но так и не решил, кем хочет стать» Эмили Вапник, поднявшая интерес к мультипотенциалам в 2015 году своим выступлением на эту тему на конференции TEDxBend, утверждает, что «мультипотенциал — это человек, который будет творить революции, создавать новое, решать сложные многомерные задачи, делать жизнь людей лучше на свой лад». Универсальные люди отличаются несколькими особенностями: «они способны синтезировать несколько идей, создавая из этого нечто новое; они быстро обучаются, погружаясь „с головой“ в новую сферу; они быстро адаптируются и приспосабливаются, что особенно ценится в современном мире».

## Примеры
В число полиматов входят великие мыслители Ренессанса и эпохи Просвещения, которые преуспели в нескольких областях науки, технологий, инженерного дела, математики и искусства. В итальянском Ренессансе идея полиматии была выражена Леоном Баттистой Альберти (1404—1472) словами: «Человек может делать всё что угодно, если захочет».
Среди наиболее известных и знаменитых полиматов можно выделить таких людей, как Аристотель, Архимед, Гипатия, Авиценна, Аль-Бируни, Омар Хайям, Ибн аль-Хайсам, Роджер Бэкон, Леонардо да Винчи, Николай Коперник, Роберт Гук, Кристофер Рен, Готфрид Лейбниц, Исаак Ньютон, Блез Паскаль, Пьер-Симон Лаплас, Томас Юнг, Рене Декарт, Михаил Ломоносов, Дмитрий Менделеев, Иоганн фон Гёте, Леонард Эйлер, Бенджамин Франклин, Томас Джефферсон, Томас Эдисон, Никола Тесла, Рабиндранат Тагор, Анри Пуанкаре, Бертран Рассел, Алан Тьюринг, Джон фон Нейман.